# 1-й Смоленский переулок
1-й Смоле́нский переу́лок — улица в центре Москвы в районе Арбат между Шубинским и Проточным переулками.

## Происхождение названия
Назван в XIX веке по близости к Смоленской набережной и площади.

## Описание
1-й Смоленский переулок начинается от Шубинского переулка рядом со Смоленской улицей, проходит на север параллельно Садовому кольцу (Смоленской площади), справа к нему примыкают 2-й и 3-й Смоленские переулки, затем пересекает 1-й Николощеповский, заканчивается, выходя на Проточный.

## Здания и сооружения
По нечётной стороне:
- № 3/2 — кафе-бар «Долф»;
- № 7 — «Интерэлектро»; международная ассоциация «Интерэлектромаш»; международная ассоциация «Интербат»;
- № 9 — жилой дом ЖСК Большого театра «Лира» (1976, архитектор В. П. Соколов, совместно с С. З. Измайловой и Н. А. Сканави)[2]. В доме располагается издательство «Эгмонт-Россия» (журналы: «Ведьма», «Микки Маус», «Чудеса и тайны планеты Земля», «National Geographic. Юный путешественник», «Фея», «Принцесса», «Играем с Барби», «Том и Джерри», «Простоквашино», «Винни и его друзья», «Цветная ниточка», «Тошка», «Чебурашка», «Дисней для малышей», «Юный эрудит», «Смешарики»). В доме проживает народная артистка СССР, балерина Светлана Адырхаева.

По чётной стороне:
- № 4/3 — Департамент государственной защиты имущества МВД России, Центр охраны объектов высших органов государственной власти. (В 1915—1918 годах — 5-я Московская школа по подготовке прапорщиков пехоты[3]. До 1943 года — средняя школа № 60, с 1943 года — женская школа);
- № 20 — Церковь Николая Чудотворца на Щепах.